# A Touch of Class
Тач оф клес (енгл. A Touch of Class) такође позната као Еј-Ти-Си (енгл. ATC) била је међународна поп група из Немачке. Групу чине: Џозеф „Џои“ Мари из Новог Зеланда, Ливио Салви из Италије, Сара Еглстон из Аустралије и Трејси Елизабет Пакхам из Уједињеног Краљевства.
Њихов први сингл Around the World (La La La La La) (песма је ковер верзија песме Pesenka руске групе Ruki Vverh) био је у Немачкој на број 1 шест недеља 2000. године. Касније је био хит у Уједињеном Краљевству и Сједињеним Америчким Државама. Песма је такође коришћена за телевизијску рекламу Џенерал електрик почетком 2002. године.
Деби албум Planet Pop, издат је 6. фебруар 2001. године и садржи 4 синглова: Around the World (La La La La La), My Heart Beats Like a Drum (Dam Dam Dam), Why Oh Why и Thinking of You.
Други албум садржи 3 синглова, али није био успешан па су чланови решили да се група распадне.

## Дискографија

### Албуми
- Planet Pop (2001)
- Touch the Sky (2003)

### Сигнлови
| 2000                                                                     | Around the World (La La La La La)        | 11 | 1  | 10 | 10 | 7  | 12 | 1  | 5  | 8  | 1  | - Немачка: Платна - Аустрија: Златна - Швајцарска: Златна - Француска: Сребрна | Planet Pop    |
| 2000                                                                     | My Heart Beats Like a Drum (Dam Dam Dam) | 76 | 6  | 11 | 3  | 12 | 39 | 3  | 37 | 38 | 21 | - Немачка: Златна                                                              | Planet Pop    |
| 2000                                                                     | Why Oh Why                               | —  | 16 | 39 | 15 | —  | —  | 16 | —  | —  | —  |                                                                                | Planet Pop    |
| 2000                                                                     | Thinking of You                          | —  | —  | —  | —  | —  | —  | 46 | —  | —  | 51 |                                                                                | Planet Pop    |
| 2001                                                                     | I'm In Heaven (When You Kiss Me)         | —  | 27 | —  | —  | —  | —  | 22 | —  | —  | 31 |                                                                                | Touch the Sky |
| 2001                                                                     | Call on Me                               | —  | —  | —  | —  | —  | —  | —  | —  | —  | —  |                                                                                | Touch the Sky |
| 2001                                                                     | Set Me Free                              | —  | —  | —  | —  | —  | —  | 44 | —  | —  | —  |                                                                                | Touch the Sky |
| 2001                                                                     | New York City                            | —  | —  | —  | —  | —  | —  | —  | —  | —  | —  |                                                                                | Touch the Sky |
| „—“ означава издања које нису ушле на табелу или није издат у тој земљи. |                                          |    |    |    |    |    |    |    |    |    |    |                                                                                |               |